# Homeira Qaderi
Homeira Qaderi (en paixtu: حمیرا قادری; Kabul, 1980) és una educadora, professora universitària i activista feminista  afganesa.

## Biografia
Qaderi naix a Kabul, durant l'ocupació soviètica de l'Afganistan; sa mare era artista i el pare professor de secundària. Quan els talibans van conquerir Herat, se li va prohibir anar a l'escola. Ja adolescent, trobà nombroses maneres de contravenir els edictes dels talibans contra xiquetes i dones, i es convertí en una destacada defensora dels drets de les dones afganeses i l'estat de dret, i rebé del president d'Afganistan, Ashraf Ghani, la Medalla Malalai per la seua valentia excepcional.
Amb 13 anys, va començar en secret l'educació d'infants en sa casa. Va rebre amenaces de mort després de la primera publicació d'un relat curt d'una dona sota el règim talibà. La tragueren de l'escola i li prohibiren tornar-hi.
Qaderi es refugià a l'Iran. Durant set anys, mentre estudiava, fou directora de la Societat d'Instructors Culturals i Artistes Afganesos, fundada per escriptors afganesos residents a l'Iran. El 2003, tres contes de Qaderi, Zire Gonbadeh Kabood, foren publicats a Herat. Homeira era l'única escriptora afganesa que publicà a l'Afganistan aquell any. El 2003, rebé el Premi Sadegh Hedayat a l'Iran pel seu conte titulat Baz Baaran Agar Mibarid, que fou el primer premi atorgat a l'Iran a una persona afganesa.
Va obtenir una llicenciatura en Literatura persa per la Universitat Shaheed Beheshti de Teheran al 2005. Al 2007, obté el màster en Literatura per la Universitat Allame Tabatabaei (l'Iran). Estudiar Llengua i literatura persa en la Universitat de Teheran. El 2014, rep el doctorat en Literatura persa per la Universitat Jawaharlal Nehru de l'Índia. La seua tesi es titula "Reflexions sobre la guerra i l'emigració en relats i novel·les d'Afganistan".
El 2011 és professora en la Universitat de Kabul. També ensenya en les universitats de Mashal, Gharjistan i Kateb. Durant el mateix període, organitza i participa en moviments cívics a favor de la igualtat de drets per a les dones afganeses.
Qaderi és nomenada assessora principal del ministre de Treball, Afers Socials, Màrtirs i Discapacitats d'Afganistan, i també assessora del Ministeri del Departament de Treball i Afers Socials, des del qual lluita per a millorar la greu situació de les vídues i els orfes afganesos, i estableix programes que els permeten aconseguir l'autosuficiència.
El 2010, Qaderi assistí a una conferència a la Xina dedicada a l'alleujament de la pobresa i la promoció de millors condicions per a les dones d'Afganistan, en què parlà sobre la privació i l'opressió de les dones afganeses. El 2011 participà en una segona Conferència Internacional sobre Afganistan realitzada a Bonn (Alemanya), en què parlà davant l'assemblea general sobre la difícil situació de les dones afganeses i la seua lluita per la igualtat de drets. El 2012, Qaderi acudeix a la Conferència de Tòquio, organitzada per activistes cívics de 100 estats. Hi sol·licita que altres països exigisquen al Govern afganès que dedique la seua ajuda a beneficiar les dones afganeses. Aquest mateix any, es reuneix amb representants del món islàmic a Turquia per a sol·licitar canvis en l'educació i el món laboral per a les dones musulmanes. També assisteix aquest any a converses al Pakistan i Tadjikistan per a promoure la participació de les dones en el govern i en els rols de presa de decisions dins la societat musulmana. El 2014, Qaderi acudeix a un simposi a Suïssa sobre les condicions laborals de les dones a Afganistan i, al desembre, participa en la Conferència de Londres sobre Afganistan. El 2015 assisteix al Programa Internacional d'Escriptura de la Universitat de Iowa City, i participa en el Programa Internacional d'Escriptura de la Universitat de Iowa.

## Treballs
Homeira Qaderi és autora de sis llibres, inclosa la novel·la Silver Kabul River Girl, publicada a l'Iran el 2009 amb molt d'èxit de crítica. Activista feminista, fins al 2021, ha estat assessora principal del ministre de Treball, Afers Socials, Màrtirs i Discapacitats d'Afganistan, i professora de la Universitat de Kabul.
Altres treballs són:
- Noqre, the girl of Kabul river, novel·la, 2008
- Goshwara-e-Anis, col·lecció de contes, 2008
- 100 Years of Story Writing in Afghanistan, 2009
- Noqra, novel·la, 2009
- Silver Kabul River Girl, novel·la, 2009
- Painting of A Deer Hunt – A Fable of Women and Men, 2010
- Naqsh-e Shekaar-e Aho, novel·la
- Reflection of War and Exiliï in Stories of Afghanistan, 2015
- Aqlema, novel·la, 2015
- Dancing in the Mosque: An Afghan Mother's Letter to Her Son, 2020